# Tatarstan
Republika Tatarstan (rusko Респу́блика Татарста́н, latinizirano: Respúblika Tatarstán; tatarsko Татарстан Республикасы) ali preprosto Tatarstan (rusko Татарста́н, latinizirano: Tatarstán; tatarsko Татарстан), je avtonomna  republika Ruske federacije, ki se nahaja v Privolškem federalnem okrožju. Meji s Kirovsko, Uljanovsko, Samarsko in Orenburško oblastjo, republikami Marij Elom, Čuvašijo, Baškortostanom in Udmurtijo. Ustanovljena je bila 27. maja 1920.
Njeno glavno mesto je Kazan.
Republika meji s Kirovsko, Uljanovsko, Samarsko in Orenburško oblastjo, republikami Marij Elom, Čuvašijo, Baškortostanom in Udmurtijo. Površina republike je 68.000 km2. Neuradni moto Tatarstana je Bez Buldırabız! (Mi lahko!). Prebivalstvo Tatarstana je po popisu prebivalstva leta 2010 štelo 3.786.488.
Država ima močne kulturne vezi z vzhodnim sosedom, Republiko Baškortostan.
Državna jezika Republike Tatarstan sta tatarščina in ruščina.

## Etimologija
"Tatarstan" izhaja iz imena etnične skupine—Tatari—in perzijske pripone -stan (pomeni "država"). Druga različica ruskega imena je "Тата́рия" (Tatarija), ki je bila uradno ime" Tatarska ASSR" v času sovjetske vladavine.

## Zgodovina

### Srednji vek
Najstarejša znana organizirana država znotraj meja Tatarstana je bila Volška Bolgarija (ok. 700–1238). Volški Bolgari so imeli napredno trgovsko državo s trgovinskimi stiki po vsej Notranji Evraziji, Bližnjem vzhodu in Baltiku, ki je ohranila svojo neodvisnost kljub pritiskom narodov, kot so Hazari, Kijevska Rusija in Kumanski Kipčaki. Islam so uvedli misijonarji iz Bagdada v času Ibn Fadlanovega potovanja leta 922.
Volška Bolgarija je končno padla pred vojskami mongolskega princa Batu kana v poznih 1230-ih (glej mongolsko invazijo na Volško Bolgarijo). Prebivalci, ki so se mešali s Kipčaki Zlate horde, so postali znani kot Volški Tatari. Druga teorija domneva, da v tem obdobju ni bilo nobenih etničnih sprememb in so Bolgari preprosto prešli na tatarski jezik, ki temelji na kipčakškem. V 1430-ih je regija ponovno postala neodvisna kot osnova Kazanskega kanata, prestolnice, ki je bila ustanovljena v Kazanu, 170 km gorvodno ob Volgi od uničene prestolnice Bolgarov.
Kazanski kanat so osvojile čete carja Ivana Groznega v 1550-ih, Kazan pa so zavzeli leta 1552. Veliko število Bolgarov je bilo pobitih in nasilno spreobrnjenih v krščanstvo ter so bili kulturno rusificirani. V Kazanu so bile zgrajene krščanske cerkve in do leta 1593 uničene vse mošeje na tem območju. Ruska vlada je prepovedala gradnjo mošej, ki je prepoved razveljavila Katarina Velika šele v 18. stoletju. Prva mošeja, ki je bila obnovljena pod Katarininim okriljem, je bila zgrajena v letih 1766–1770.

### 19. stoletje
V 19. stoletju je Tatarstan postal središče džadidizma, islamskega gibanja, ki je pridigalo strpnost do drugih religij. Pod vplivom lokalnih džadidističnih teologov so bili Bolgari znani po svojih prijateljskih odnosih z drugimi narodi Ruskega imperija. Vendar je bila po oktobrski revoluciji religija v veliki meri prepovedana in vsi teologi zatirani.

### 20. stoletje
Med državljansko vojno 1918–1920 so tatarski nacionalisti poskušali ustanoviti neodvisno republiko (država Idel-Ural, Idel je ime Volge v tatarskem jeziku) skupaj s sosednjimi Baškirji. Država, ki so jo sprva podpirali boljševiki, je obstajala vse do marca 1918, ko so boljševiki aretirali visoke člane njenega parlamenta (ki so se obrnili proti državi in jo obsodili kot meščansko) pred uradno razglasitvijo njene ustave. Sovjeti so pozneje ustanovili Tatarsko avtonomno sovjetsko socialistično republiko, ki je bila ustanovljena 27. maja 1920. Meje republike niso vključevale večine Volških Tatarov. Tatarska zveza brezbožnih je bila preganjana v Stalinovih čistkah leta 1928.
V Tatarski avtonomni sovjetski socialistični republiki je v letih 1921-1922 kot posledica politike vojnega komunizma nastala lakota. Lakota, ki je bila vzrok smrti več kot 2 milijonov Tatarov v Tatarski ASSR in na območju Volga-Ural v letih 1921–1922, je bila katastrofalna, saj je umrla polovica prebivalstva Volga Tatar v ZSSR.

### Danes
30. avgusta 1990 je Tatarstan razglasil svojo suverenost z Deklaracijo o državni suverenosti Tatarske Sovjetske Socialistične republike, leta 1992 pa je Tatarstan izvedel referendum o novi ustavi. Za ustavo je glasovalo okoli 62 % sodelujočih. V ustavi Tatarstana iz leta 1992 je Tatarstan opredeljen kot suverena država. Vendar pa je rusko ustavno sodišče referendum in ustavo razglasilo za protiustavno. 1. in 3. člen ustave, uveden leta 2002, opredeljujeta Tatarstan kot del Ruske federacije in odstranjujeta izraz »suverenost«.
15. februarja 1994 je bila sprejeta Pogodba o razmejitvi jurisdikcijskih subjektov in vzajemnem prenosu pristojnosti med državnimi organi Ruske federacije in državnimi organi Republike Tatarstan ter Sporazum med vlado Ruske federacije in vlado Republike Tatarstan (O razmejitvi pristojnosti na področju gospodarskih odnosov s tujino). Sporazum o delitvi oblasti je bil obnovljen 11. julija 2007, čeprav je bil velik del pooblastil, prenesenih na Tatarstan, zmanjšan.
20. decembra 2008 je kot odgovor na to, da je Rusija priznala Abhazijo in Južno Osetijo, je Milli Medžlis organizacije Tatarov razglasila neodvisnost Tatarstana in zaprosila za priznanje Združene narode. Vendar pa so to izjavo prezrli tako Združeni narodi kot ruska vlada. 24. julija 2017 je potekel sporazum o avtonomiji, podpisan leta 1994 med Moskvo in Kazanom, s čimer je Tatarstan postal zadnja ruska republika, ki je izgubila svoj poseben status.

## Geografija
Republika se nahaja v središču Vzhodnoevropskega nižavja, približno 800  vzhodno od Moskve. Leži med reko Volgo in Kamo (pritok Volge) in sega proti vzhodu do Uralskega gorovja.
- Meje:
  - notranje: Kirovska oblast (S), Udmurtska republika (S/SV), Republika Baškortostan (V/SV), Orenburška oblast (JV), Samarska oblast (J), Uljanovska oblast (J/JZ), Čuvaška republika (Z), Republika Marij El (Z/SZ).
- Najvišja točka: 381 m[24]
- Največja razdalja S – J: 290 km
- Največja razdalja V – Z: 460 km

### Reke in jezera
Glavne reke so (tatarska imena so navedena v oklepajih): 
- Azevka (Äzi)
- Belaja (Ağidel)
- Ik (Iq)
- Kama (Çulman)
- Reka Volga (İdel)
- Vjatka (Noqrat)
- Kazanka (Qazansu)
- Zaj (Zäy)

Največje jezero je Kaban. Največje močvirje je Kuljagaš .

### Naravni viri
Glavni naravni viri Tatarstana so nafto, zemeljski plin, sadro in drugo. Ocenjujejo, da ima Republika več kot milijardo ton naftnih zalog.

### Podnebje
- Povprečna januarska temperatura: −15 °C
- Povprečna julijska temperatura: +18 °C
- Povprečna letna temperatura: +4 °C
- Povprečne letne količine padavin: od 500 do 550 mm

## Demografski podatki
Prebivalstvo : 3,786,488 (2010 Census); 3,779,265 (2002 Census); 3,637,809 (1989 Census).

### Etnične skupine
| Etnična skupina | Popis leta 1926 | Popis leta 1926 | Popis 1939 | Popis 1939 | Popis 1959 | Popis 1959 | Popis 1970 | Popis 1970 | Popis leta 1979 | Popis leta 1979 | Popis leta 1989 | Popis leta 1989 | Popis 2002 | Popis 2002 | Popis 20101 | Popis 20101 |
| Etnična skupina | Število         | %               | Število    | %          | Število    | %          | Število    | %          | Število         | %               | Število         | %               | Število    | %          | Število     | %           |
| --- | --------------- | --------------- | ---------- | ---------- | ---------- | ---------- | ---------- | ---------- | --------------- | --------------- | --------------- | --------------- | ---------- | ---------- | ----------- | ----------- |
| Tatari | 1.263.383       | 48,7%           | 1.421.514  | 48,8%      | 1.345.195  | 47,2%      | 1.536.430  | 49,1%      | 1.641.603       | 47,6%           | 1.765.404       | 48,5%           | 2.000.116  | 52,9%      | 2.012.571   | 53,2%       |
| Rusi | 1.118.834       | 43,1%           | 1.250.667  | 42,9%      | 1.252.413  | 43,9%      | 1.382.738  | 42,4%      | 1.516.023       | 44,0%           | 1.575.361       | 43,3%           | 1.492.602  | 39,5%      | 1.501.369   | 39,7%       |
| Čuvaši | 127.330         | 4,9%            | 138.935    | 4,8%       | 143.552    | 5,0%       | 153.496    | 4,9%       | 147.088         | 4,3%            | 134.221         | 3,7%            | 126.532    | 3,3%       | 116.252     | 3,1%        |
| Drugi | 84.485          | 3,3%            | 104.161    | 3,6%       | 109.257    | 3,8%       | 112.574    | 3,6%       | 140.698         | 4,1%            | 166.756         | 4,6%            | 160.015    | 4,2%       | 150.244     | 4,1%        |
| 1 6.052 ljudi je bilo registriranih iz upravnih podatkovnih baz in se ni moglo opredeliti za narodnost. Ocenjuje se, da je delež etničnih skupin v tej skupini enak deležu deklarirane skupine. |                 |                 |            |            |            |            |            |            |                 |                 |                 |                 |            |            |             |             |